# 圓城塔
圓城塔（日語：円城 塔，1972年9月15日—）是一名日本科幻小說家，真名未公開，筆名取自金子邦彦的短篇小说《进化史观》，妻子是位專寫恐怖小說的作家田邊青蛙。

## 生平
圓城塔畢業於东北大学理学院物理系，後獲得东京大学總合文化研究科的博士學位。畢業後曾經任職網絡公司，2008年起專職寫作。
2006年曾以處女作《Self Reference ENGINE》參加小松左京賞落選，但作品獲得早川書房的科幻小說編集塩澤快浩認可並出版，並因而認識同期推出小說《虐殺器官》的科幻小說家伊藤計劃，兩人成為好友。在伊藤離世後，圓城塔參考他的創作筆記續寫伊藤未完成的遺作《屍者的帝國》。

## 獲得獎項
2007年，憑《棒球评审员》获得第104屆文学界新人奖，同时入围第137届芥川奖。

2010年，憑《乌有此谭》获得第32届野间文艺新人奖。

2012年，第三度入圍芥川獎的圓城，終於憑《滑稽师之蝶》摘取到146届芥川奖。同年，他與伊藤計劃合著的《屍者的帝國》獲得33回日本SF大賞特別賞。

2013年，他與伊藤計劃合著的《屍者的帝國》獲得第44回星雲賞日本長編小說部門獎。

2014年，圓城憑短篇小说《Self Reference ENGINE》的英譯本，獲得菲利普·K·迪克紀念獎特別獎，是繼已故作家伊藤計劃在2011年獲獎之後第二名獲得該獎的日本作家。

## 外部連結
- Self-Reference ENGINE （页面存档备份，存于） - ブログ
- 圓城塔的X（前Twitter）
- EnJoe140的X（前Twitter）
- 『Self-Reference ENGINE』著者インタビュー （页面存档备份，存于） (Anima Solaris)
- フランスのサイト「Actusf」内のインタビュー （页面存档备份，存于）
- 作家の読書道（インタビュー） （页面存档备份，存于） （WEB本の雑誌）
- インタビュー （页面存档备份，存于） （ブックショート）